# Marius Lundemo
Marius Lundemo (ur. 11 kwietnia 1994 w Bærum) – norweski piłkarz grający na pozycji defensywnego pomocnika. W sezonie 2020/2021 występuje w klubie APOEL FC.

## Kariera klubowa
Marius Lundemo rozpoczynał swoją karierę piłkarską w klubie Bærum SK. Norweg w barwach tego klubu zagrał 12 razy i strzelił jedną bramkę. W 2014 roku Lundemo przeniósł się do Lillestrøm SK, gdzie rozegrał 66 spotkań, zdobywając przy tym 5 goli. Zawodnik ten lata 2017–2020 spędził w Rosenborgu. W koszulce tego zespołu Norweg wybiegał na murawę 100 razy, pięciokrotnie wpisując się na listę strzelców. 23 lipca Lundemo podpisał kontrakt z APOEL-em FC. Do 10 lutego 2021 roku rozegrał tam 18 meczów i strzelił jedną bramkę.

## Kariera reprezentacyjna
Marius Lundemo grał w młodzieżowych reprezentacjach Norwegii. Były to reprezentacje Norwegii: U17 (rok 2011, 2 mecze, bez bramek), U18 (rok 2012, 2 mecze, jedna bramka), U19 (rok 2013, 2 mecze, bez bramek) i U21 (lata 2014–2015, 7 meczów, 1 bramka).